# Alberto Baldé
Alberto Baldé Almánzar (Madrid, 21 marzo 2002) è un calciatore dominicano con cittadinanza britannica, attaccante del Loughgall e della nazionale dominicana.

## Biografia
È nato a Madrid da padre della Guinea-Bissau e madre dominicana. Si è trasferito in Irlanda del Nord insieme a sua madre quando era piccolo.

## Carriera

### Club
È entrato a far parte del settore giovanile del Portadown all'età di 12 anni. Dal momento che non sapeva parlare bene l'inglese, rimase al centro di una pubblicità di Google riguardo Google Traduttore, utilizzato da parte dei suoi allenatori per comunicare con lui, suscitando interesse a livello nazionale. All'età di 15 anni, è diventato il marcatore più giovane nella storia del NIFL Championship, grazie a un suo gol nella vittoria per 2-1 contro il Knockbreda. Nel 2018 viene acquistato dal Middlesbrough, che lo aggrega alla rosa della squadra riserve. Nel novembre 2021, è stato ceduto con la formula del breve prestito al Pickering Town, formazione militante nei campionati dilettantistici inglesi. Rimarrà svincolato dal Middlesbrough quando il suo contratto andrà in scadenza nel giugno 2022.
Nell'estate del 2023 si accasa al Template:Calcio Loughall, club della prima divisione nordirlandese.

### Nazionale
Ha rappresentato le nazionali giovanili nordirlandesi Under-15 ed Under-16 nel 2017. Nel giugno 2022 viene convocato dalla Repubblica Dominicana per alcuni incontri. Il 5 giugno 2022 debutta con la selezione dominicana, giocando l'incontro della CONCACAF Nations League perso per 2-3 contro la Guyana francese, subentrando al minuto 67'.

## Statistiche

### Cronologia presenze e reti in nazionale
| Cronologia completa delle presenze e delle reti in nazionale ― Rep. Dominicana | Cronologia completa delle presenze e delle reti in nazionale ― Rep. Dominicana | Cronologia completa delle presenze e delle reti in nazionale ― Rep. Dominicana | Cronologia completa delle presenze e delle reti in nazionale ― Rep. Dominicana | Cronologia completa delle presenze e delle reti in nazionale ― Rep. Dominicana | Cronologia completa delle presenze e delle reti in nazionale ― Rep. Dominicana | Cronologia completa delle presenze e delle reti in nazionale ― Rep. Dominicana | Cronologia completa delle presenze e delle reti in nazionale ― Rep. Dominicana |
| Data                                                                           | Città                                                                          | In casa                                                                        | Risultato                                                                      | Ospiti                                                                         | Competizione                                                                   | Reti                                                                           | Note                                                                           |
| ------------------------------------------------------------------------------ | ------------------------------------------------------------------------------ | ------------------------------------------------------------------------------ | ------------------------------------------------------------------------------ | ------------------------------------------------------------------------------ | ------------------------------------------------------------------------------ | ------------------------------------------------------------------------------ | ------------------------------------------------------------------------------ |
| 5-6-2022                                                                       | Santo Domingo                                                                  | Rep. Dominicana                                                                | 2 – 3                                                                          | Guyana francese                                                                | CONCACAF Nations League 2022-2023 - Fase a gironi                              | -                                                                              | 67’                                                                            |
| 10-6-2022                                                                      | Santo Domingo                                                                  | Rep. Dominicana                                                                | 1 – 1                                                                          | Guatemala                                                                      | CONCACAF Nations League 2022-2023 - Fase a gironi                              | -                                                                              | 46’                                                                            |
| Totale                                                                         |                                                                                | Presenze                                                                       | 2                                                                              |                                                                                | Reti                                                                           | 0                                                                              |                                                                                |